# 453 av. J.-C.
Cette page concerne l'année 453 av. J.-C. du calendrier julien proleptique.

## Événements
- 18 septembre : début à Rome du consulat de Sex. Quinctilius. (Varus) et P. Curiatius (Curiatius) Fistus Trigeminus[1].
  - Rome est ravagée par une épidémie. Le consul Quinctilius fait partie des nombreuses victimes et Spurius Furius Medullinus Fusius le remplace comme suffect.

- Chine, Royaumes combattants : division territoriale du royaume de Jin, au Shanxi, en trois nouveaux royaumes ; celui de Han au Henan, de Wei dans le sud du Shanxi et de Zhao dans le nord de la même province[2].

- À Athènes, institution des juges des dèmes (453/452)[3].
- Raids syracusains en Corse et sur l’Île d’Elbe dans le but de s’emparer des métaux étrusques[4]. Ils établissent une base en Corse, sans doute à Porto-Vecchio.
- En Sicile, Doukétios, hégémôn des Sikèles ou Sicules (fin de règne en 440 av. J.-C.), prend pour capitale Palikè, qu’il fonde et fortifie à proximité du sanctuaire des Palikoi[5]. Il réunit en une seule fédération toutes les cités sikèles, sauf une. La fédération sikèle, hellénisée, frappe monnaie et dispose d’une armée fédérale.

## Naissances
- Archytas de Tarente

## Décès
- Caius Horatius Pulvillus.